# Evangelische Kirche Harbach (Grünberg)

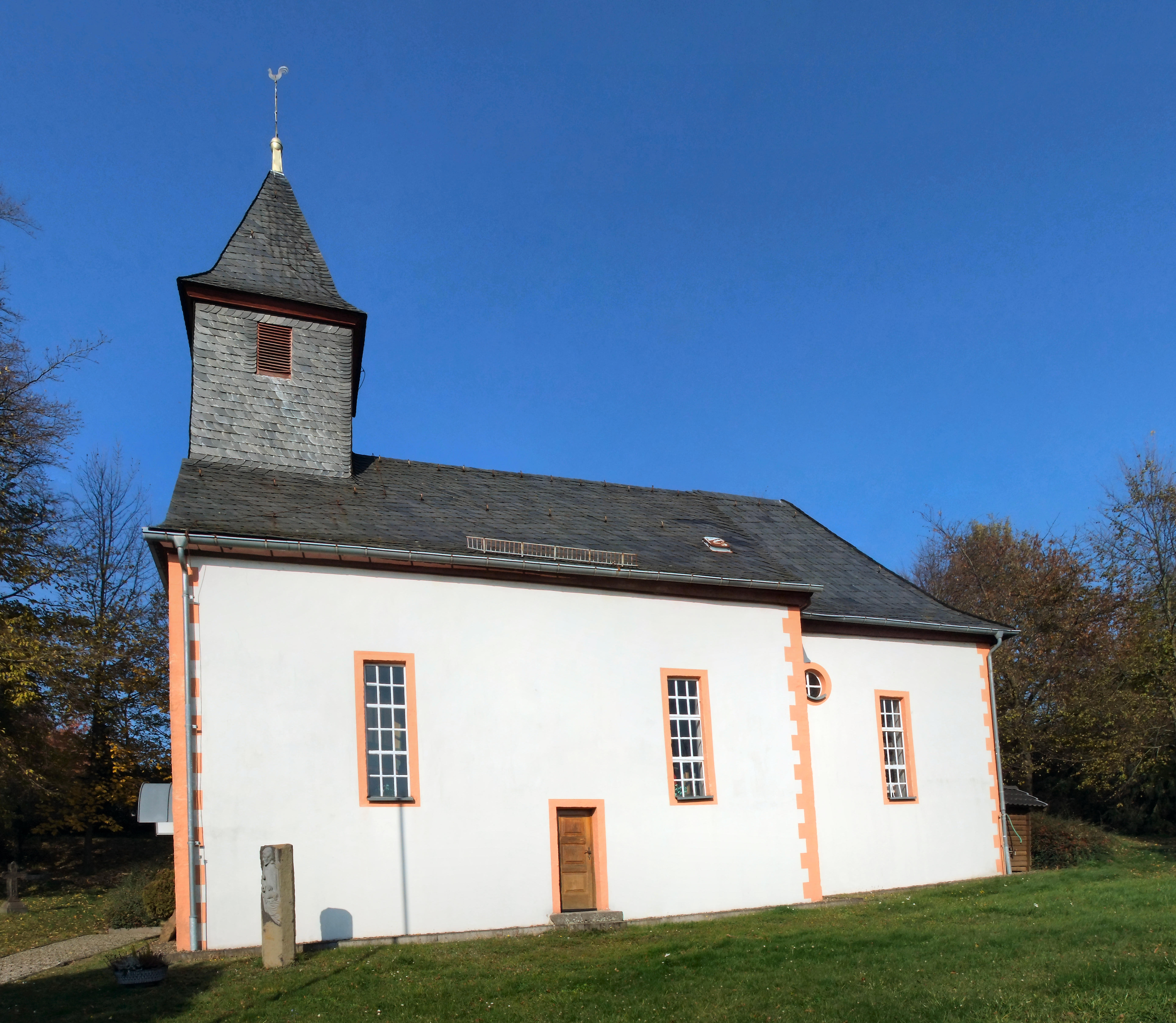
Südseite der Harbacher Kirche

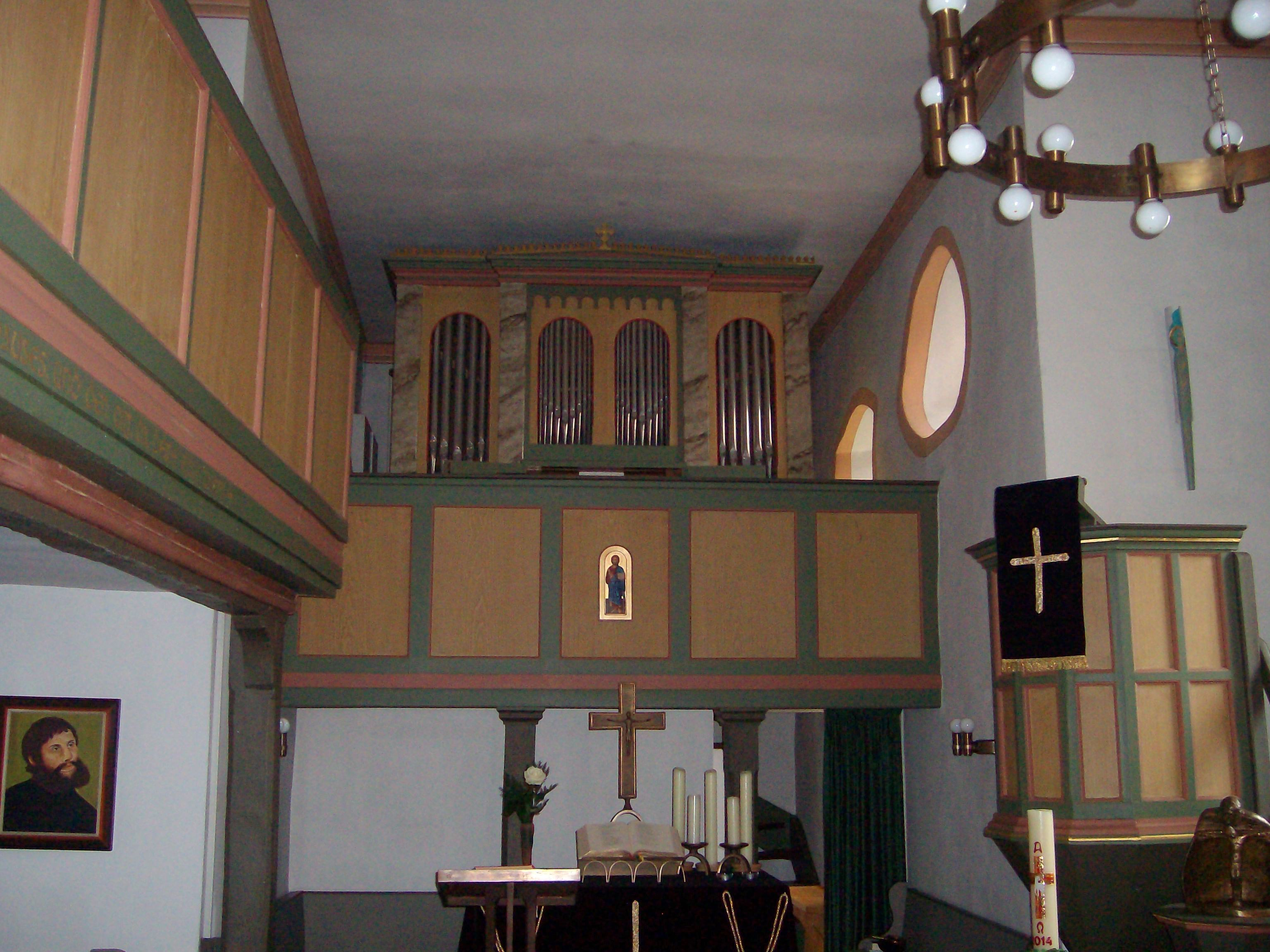
Innenraum mit Blick nach Osten

Die Evangelische Kirche in Harbach, einem Stadtteil von Grünberg im Landkreis Gießen (Mittelhessen), ist eine im Kern romanische Saalkirche, die um 1250 errichtet wurde. Mit ihrem Dachreiter und ihrem eingezogenen Rechteckchor prägt die Kirche das Ortsbild und ist hessisches Kulturdenkmal.
Die Kirchengemeinde gehört zum Dekanat Gießener Land in der Propstei Oberhessen der Evangelischen Kirche in Hessen und Nassau.

## Geschichte
Um 1250 wurde die Harbacher Kirche errichtet, nachdem der Propst von Kloster Wirberg den Bau genehmigt hatte. Die Bürgen baten den Propst des Klosters darum, „weil der Weg zum Wirberg, zumal Winters manch Gefahr berge“. Die Kirche musste auf dem Grundstück des Klosters gebaut werden und blieb Filial der Mutterkirche Saasen. In der Urkunde, datiert um 1250, heißt es: „parochiales nostri de Harebach“ (unsere Pfarrkirche zu Harbach).
Im Mittelalter war Wirberg als exemte Großpfarrei dem Archidiakonat St. Stephan in der Erzdiözese Mainz zugeordnet. Das Kirchspiel Wirberg umfasste Beltershain, Bollnbach, Göbelnrod, Groß-Lumda und Reinhardshain und die zweite Pfarrei Veitsberg/Saasen die Filialen Harbach und Lindenstruth. Im Jahr 1509 wurde ein Altar der heiligen Anna geweiht. Mit Einführung der Reformation 1527 wurde das Kloster aufgehoben und die Kirchengemeinde Harbach wechselte zum evangelischen Bekenntnis.
Der neue Schwerpunkt auf der Predigt machte in nachreformatorischer Zeit den Einbau von Emporen erforderlich. Der Turm wurde in den 1730er Jahren baufällig. Aufgrund der Einsturzgefahr sah sich die Gemeinde gezwungen „denselben ohne ferneren Auffschub über die Helffte abzubrechen und zu repariren“. Bereits im Jahr 1743 verfügte der Dachreiter über eine Turmuhr, wie aus einer Rechnung über eine Reparatur hervorgeht. Im Jahr 1772 wird berichtet, „das ganze Gebäude ist in der Anlage verdorben und allzu niedrig.“ Die nachträglich eingebauten Männeremporen in die ursprünglich niedrigere Kirche führten dazu, dass „die darunter befindlichen Weiberstände unbrauchbar geworden. Um in diese kommen zu können, muß man sich bücken, und, in solchen aufrecht stehen zu können, hat der Fußboden eine Schuhtief ausgehoben und niedriger als das außerhalb des Kirchenbaues befindliche Erdreich gemacht werden müssen“. Im Jahr 1775 wurde die Kirche barockisiert, die Wände von Schiff und Chor wurden „6 bis 8 Fuß in die Höhe geschraubt“ und auf dieselbe Höhe unter einem gemeinsamen Satteldach gebracht, größere Rechteckfenster und das Südportal eingebrochen sowie der Dachreiter erneuert. Das ehemals giebelmittige, romanische Westportal wurde etwas nördlich versetzt. In den Jahren 1810/1811 wurden zur Belichtung der Emporen Rundfenster im Stil des Klassizismus ergänzt und der Dachreiter in anderer Form erneuert. Weitere Reparaturen folgten im 19. Jahrhundert. 1855 wurde die Kirche geweißt und die hölzerne Inneneinrichtung erhielt einen Ölanstrich.
Da die Dachkonstruktion und Decke vom Hausbock zerfressen waren, wurden sie 1964/1965 ersetzt. Das Tragwerk der Emporen wurde ebenfalls 1965 erneuert. Eine Innenrenovierung folgte, bei der Reste gotischer Fresken im Chor entdeckt und über dem Südportal eine Inschrift freigelegt wurden. Die Chormalereien konnten nicht restauriert werden und wurden wieder überstrichen. 1975 wurde eine Außenrenovierung durchgeführt. Eine weitere Renovierung der Decke und ein Außen- und Innenanstrich waren 1993 erforderlich.

## Architektur

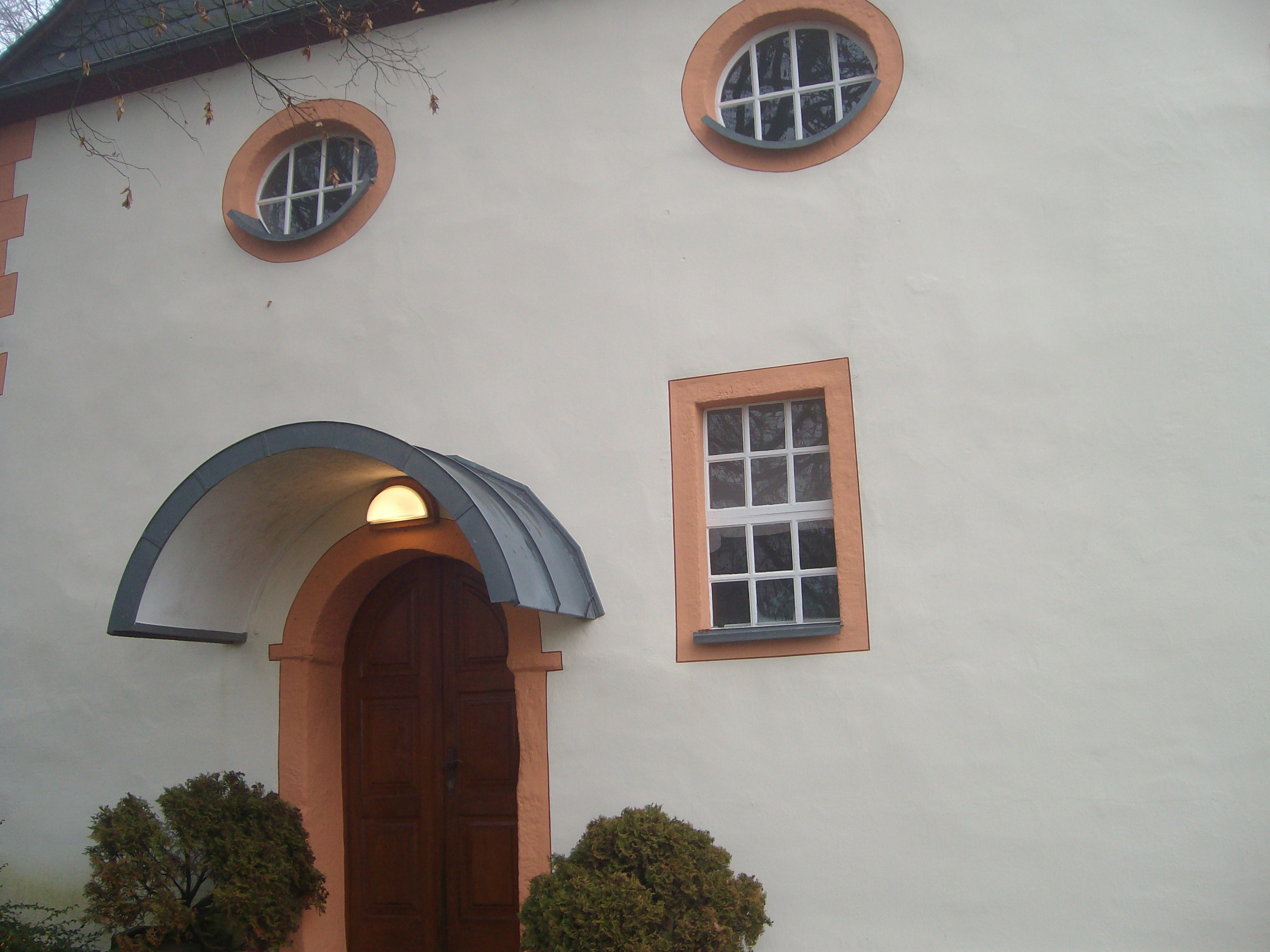
Westseite

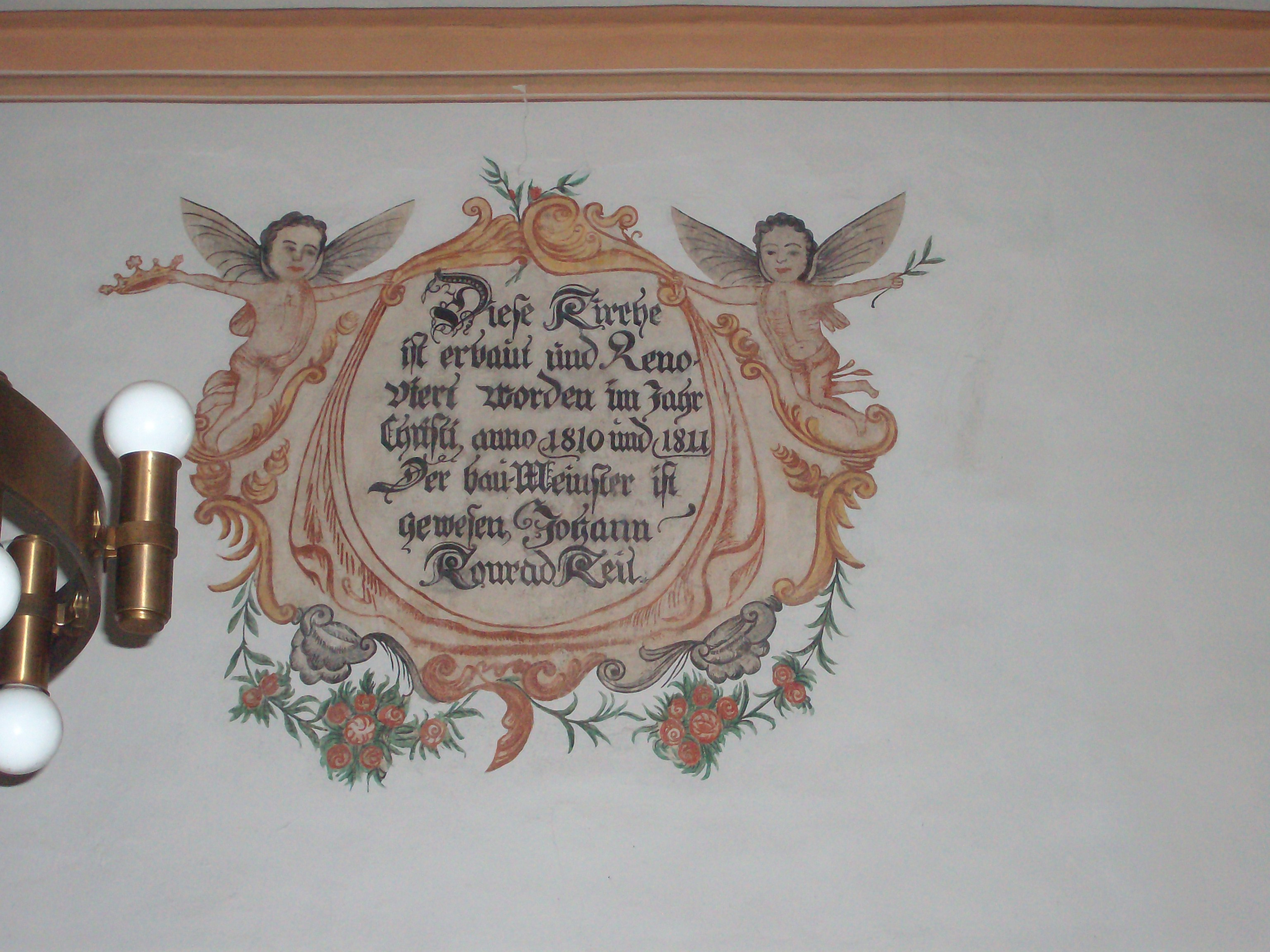
Inschrift an der Südwand

Die geostete Saalkirche mit eingezogenem, auffallend langem Rechteckchor ist am nördlichen Ortsrand aus verputztem Bruchsteinmauerwerk mit Eckquaderung erhöht am Nordhang errichtet. Bis 1900 fanden auf dem umfriedeten Friedhof Bestattungen statt. Ein Grabstein datiert von 1625. Die Mauer ist im Süden und Westen nicht erhalten.
Die Kirche auf rechteckigem Grundriss hat starke Außenmauern, die auf das 13. Jahrhundert hinweisen. Sie wird durch ein spätromanisches Westportal (1,22 Meter breit, 2,21 Meter hoch) mit Rundbogen über Kämpferplatten mit Schräge, das später überdacht wurde, und durch ein rechteckiges Südportal (0,73 Meter breit, 1,72 Meter hoch) erschlossen. Rechteck- und Rundfenster belichten den Innenraum. Unter dem verschieferten Westgiebel sind zwei und in der südlichen Chorwand ein Rundfenster eingelassen, in der Südseite des Schiffs zwei und an der Ost- und Westseite je ein Rechteckfenster. Die Nordseite ist fensterlos. Die roten Gewände (0,12 Meter breit) aus Basalt stammen aus dem 18. Jahrhundert und heben sich von den mittelalterlichen Umrahmungen ab. Über dem Südportal ist eine Schrifttafel mit Girlanden und Putten angebracht, die auf den Umbau in den Jahren 1810/1811 hinweist: „Diese Kirche ist erbaut und Renoviert worden im Jahr Christi anno 1810 und 1811. Der bau-Meister ist gewesen Johann Konrad Keil“.
Schiff und Chor sind seit dem Umbau 1775 unter einem gemeinsamen verschieferten Satteldach vereint. Der Dachreiter auf quadratischem Grundriss schließt mit der Westseite ab. Das kubusförmige Glockengeschoss mit kleinen rechteckigen Schalllöchern beherbergt ein Dreiergeläut. Eine Glocke (0,60 Meter Durchmesser) mit einem Gießerzeichen (Glöckchen und der Name „ackmann“) wurde im 14. Jahrhundert, eine im Jahr 1452 (0,67 Meter Durchmesser) und eine im Jahr 1950 gegossen. Die Glocke von 1452 trägt in gotischen Minuskeln die Namen der vier Evangelisten, eine Madonna, zwei Heiligenbilder, den Namen des heiligen Nikolaus, dem sie geweiht war, und die Jahreszahl. Der Pyramidenhelm wird von schmiedeeisernem Kreuz und vergoldetem Wetterhahn bekrönt.

## Ausstattung

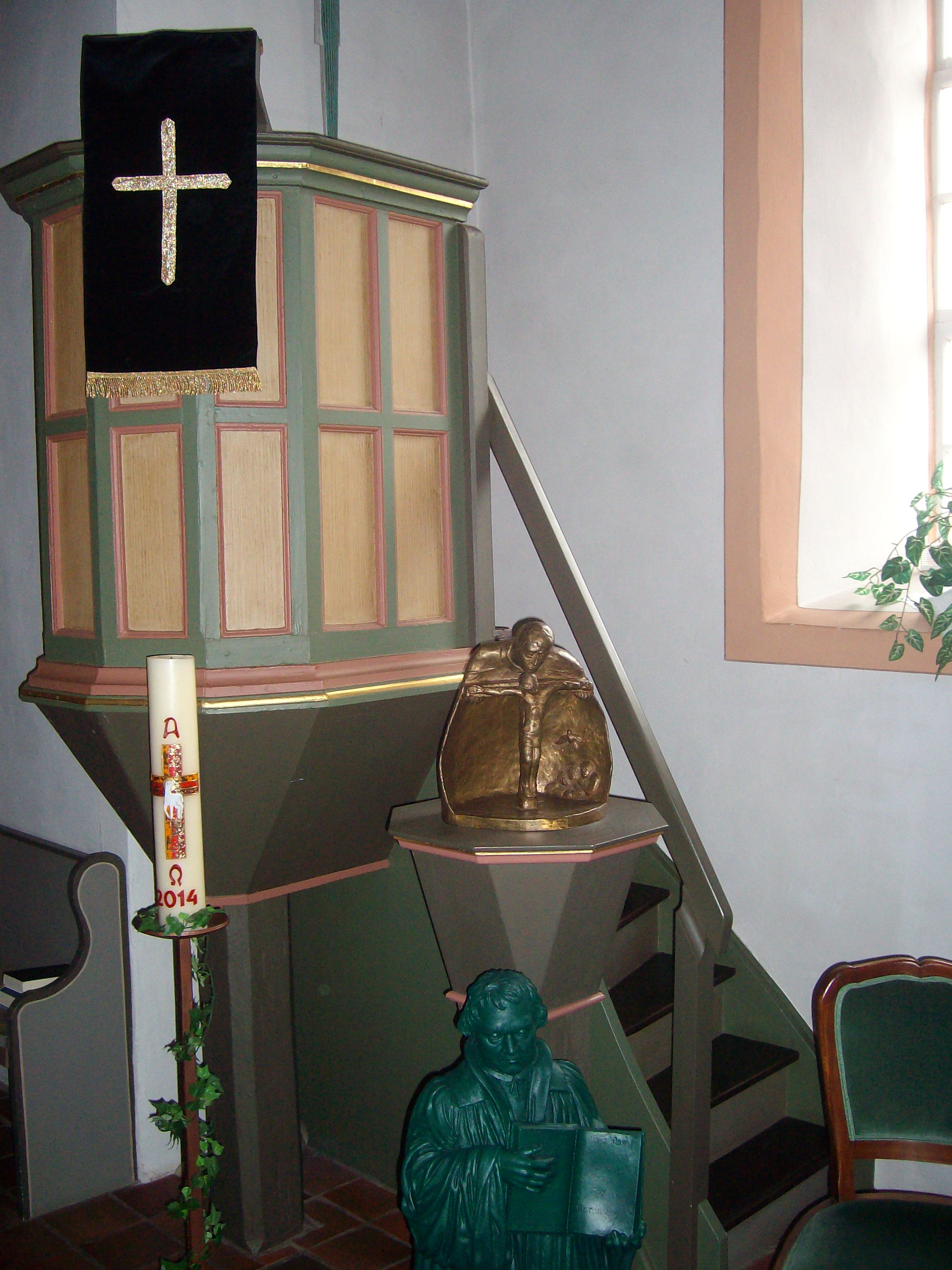
Kanzel

Der Innenraum wird von einer flachen Decke abgeschlossen. In der Kirche ist eine dreiseitige Empore mit kassettierten Füllungen eingebaut. Die Südwand mit der Kanzel blieb ohne Empore. Die niedrigere Orgelempore im Osten hat in der mittleren Füllung ein kleines modernes Bild mit Christus in Blau und Rot auf vergoldetem Hintergrund im Stil ostkirchlicher Ikonen. Über dem Südportal steht auf einer Konsole eine Figur mit dem Motiv Anna lehrt Maria das Lesen, die im Jahr 2009 gestiftet und angefertigt wurde. Eine Abstellnische (0,27 Meter breit, 0,30 Meter hoch, 0,32 Meter tief) in der südlichen Chormauer weist auf die mittelalterliche Herkunft.
Die hölzerne, polygonale Kanzel mit kassettierten Füllungen in den Kanzelfeldern ist an der Südwand auf einem viereckigen Holzpfosten aufgestellt. Das Kirchengestühl, der Altar und die tragende Konstruktion der Emporen stammen von 1965. Das moderne Taufbecken aus rotem Marmor ruht auf einem vierseitigen Fuß. Zu den Vasa sacra gehört eine Zinnkanne, die 1758 gestiftet wurde.

## Orgel

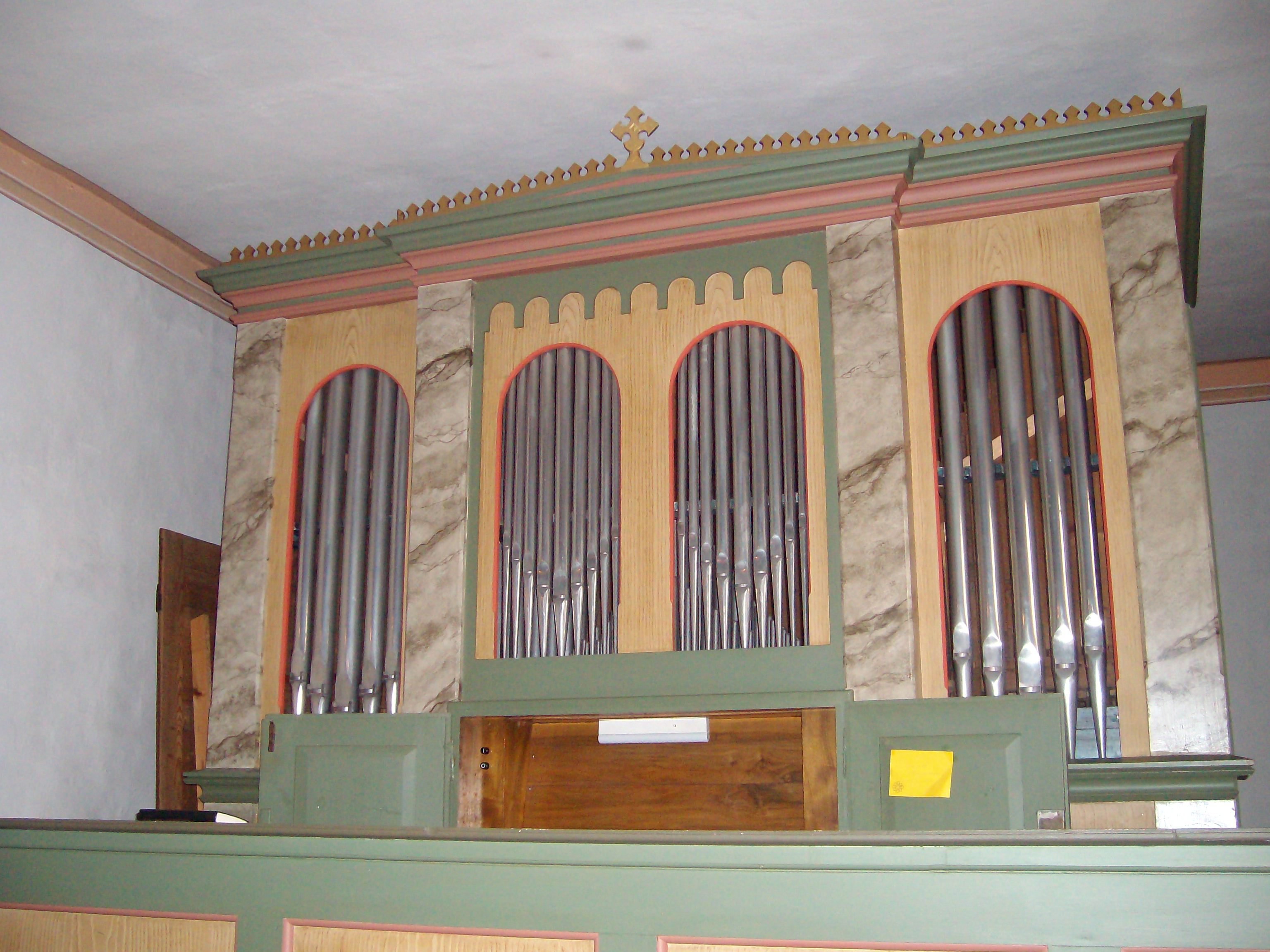
Bernhard-Orgel von 1861

Über die erste Orgel, für die 1811 eine Empore eingebaut wurde, gibt es keine näheren Angaben. Friedrich Wilhelm Bernhard baute 1861 hier seine letzte Orgel, bevor die Romroder Firma erlosch. Das vorderspielige Instrument verfügt über sieben Register, die sich auf einem Manual und ein fest angekoppeltes Pedal verteilen. Der Prospekt zeigt vier Rundbogenfelder zwischen marmoriert gestrichenen Pilastern. Im Jahr 2019 erfolgte eine umfassende Sanierung der Orgel. Der Winddruck wurde dabei etwas abgesenkt, um die historische Substanz zu schonen. Die Disposition lautet wie folgt:
| I Manual C–f3 |    |
| Principal     | 8′ |
| Salicional    | 8′ |
| Bourdon       | 8′ |
| Oktave        | 4′ |
| Hohlflöte     | 4′ |
| Mixtur III    | 2′ |

| Pedal C–d1 |     |
| Subbaß     | 16′ |